# Картамак
Картамак (баш. Ҡартамаҡ) — село в Буздякском районе Республики Башкортостан Российской Федерации. Входит в состав Тавларовского сельсовета.

## География

### Географическое положение
Расстояние до:
- районного центра (Буздяк): 40 км,
- центра сельсовета (Старотавларово): 5 км,
- ближайшей ж/д станции (Буздяк): 40 км.

## Население
| 2002 | 2009 | 2010 |
| ---- | ---- | ---- |
| 332  | ↗410 | ↘283 |

Согласно переписи 2002 года, преобладающие национальности — татары (65 %), башкиры (14 %).

## Известные уроженцы
- Кадыров, Имам-Гали Галимович - председатель Верховного Совета Башкирской СССР (1947—1955).